# Exocentrus trifasciellus
Exocentrus trifasciellus là một loài bọ cánh cứng trong họ Cerambycidae.